# Мадонна Порт-Льигата (первая версия)
«Мадонна Порт-Льигата» (первая версия) (исп. La Madonna de Port Lligat) — картина испанского художника Сальвадора Дали, написанная в 1949 году. Находится в Университете Маркетта в Милуоки, штат Висконсин.

## Информация о картине
Дали вернулся в Испанию в 1948 году, хотя к этому времени он стал международной знаменитостью и мог бы продолжать жить за границей. В Порт Лигат он начал работать над образом Мадонны, законченным в 1950 году и знаменующим начало его религиозного периода. Приведенная здесь картина — законченный подготовительный вариант, но его тихое настроение вряд ли может сравняться в эффектности с грандиозной окончательной версией. Мадонна была благословлена папой Пием XII, которому Дали подарил её в 1949 году. К этому времени художник уже создал культ Галы как некоего полубожественного существа, однако в придании Мадонне её черт есть нечто неуместное, даже если оставить в стороне её известное пристрастие к молодым мужчинам и крупным, не всегда добытым честным путём, суммам денег. Влияние искусства Возрождения в этой работе достигает едва ли не высшей точки. Фрагментация образов в картине отражает «ядерный мистицизм» художника, заметный также во «Взрывающейся рафаэлевской голове» и других произведениях.